# Aydemiroğlu, Ceyhan
Aydemiroğlu là một xã thuộc huyện Ceyhan, tỉnh Adana, Thổ Nhĩ Kỳ.